# Herb gminy Nozdrzec
Herb gminy Nozdrzec – jeden z symboli gminy Nozdrzec, ustanowiony 28 września 2009.

## Wygląd i symbolika
Herb przedstawia na tarczy koloru czerwonego złoty dworek szlachecki a pod nim złote koło z brakującym górnym dzwonem, zamiast którego znajduje się wbity złoty miecz lub krzyż (herb Ossoria).